# شهباز خان دنبلی
شهباز خان دنبلی (انگلیسی: Sahbaz Khan Donboli) اولین خان خانات خوی از ایل دنبلی بود که از سال ۱۱۶۰ه‍.ق (۱۷۴۷–۱۷۶۳م) قدرت را درست داشت.